# Metriomantis ovata
Metriomantis ovata är en bönsyrseart som beskrevs av Henri Saussure och Leo Zehntner 1894. Metriomantis ovata ingår i släktet Metriomantis och familjen Mantidae. Inga underarter finns listade i Catalogue of Life.